# Eleazar López Contreras
José Eleazar López Contreras (5. května 1883, Queniquea, Táchira, Venezuela – 2. ledna 1973, Caracas, tamtéž) byl prezidentem Venezuely v letech 1935 až 1941. Byl to armádní generál a jeden ze spolupracovníků Juana Vicenta Gómeze, který od roku 1931 sloužil jako jeho ministr války.